# Potamophylax jungi
Potamophylax jungi là một loài Trichoptera trong họ Limnephilidae. Chúng phân bố ở miền Cổ bắc.